# 埃若
埃若（法語：Eyjeaux，法語發音：[eʒo]）是法国新阿基坦大区上维埃纳省的一个市镇，位于该省中南部，属于利摩日区。

## 地理
埃若（45°46'37"N, 1°23'33"E）面积24.23 平方千米，位于法国新阿基坦大区上维埃纳省，该省份为法国中西部省份，北起顺时针与安德尔省、克勒兹省、科雷兹省、多爾多涅省、夏朗德省和维埃纳省接壤。
与埃若接壤的市镇（或旧市镇、城区）包括：欧雷伊、布瓦瑟伊、费蒂亚、拉热内图斯、圣伊莱尔博讷瓦勒、圣保罗。

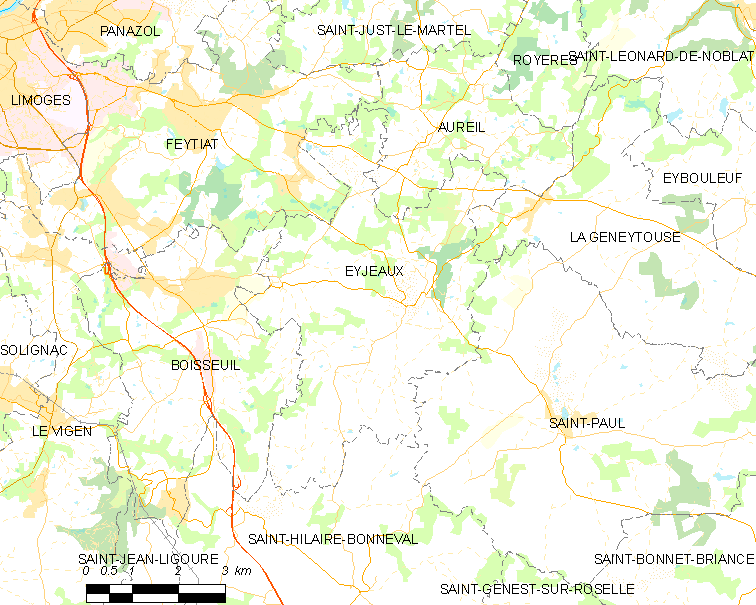
埃若的OSM定位图

埃若的时区为UTC+01:00、UTC+02:00（夏令时）。

## 行政
埃若的邮政编码为87220，INSEE市镇编码为87063。

## 政治
埃若所属的省级选区为维埃纳河畔孔达县。

## 人口

1962-2008年间埃若人口变化图示

埃若于2022年1月1日时的人口数量为1335人。